# Legio VIII Augusta

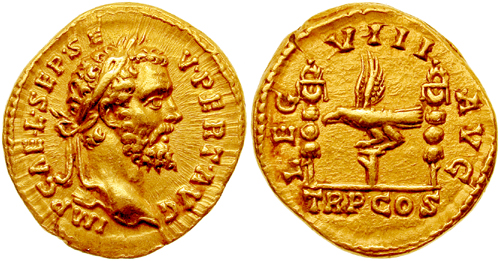
Aureus geslagen in 193 door Septimius Severus om de Legio VIII Augusta te eren, die zijn troon hielpen veroveren.

Legio VIII Augusta is rond 59 v.Chr. of vroeger opgericht en krijgt de titel Gallica tijdens haar dienst onder Gaius Julius Caesar te Gallië. In 44 v.Chr. wordt ze door Caius Octavianus hernieuwd en in dienst genomen. Na de slag bij Actium wordt ze in de Balkan gestationeerd, waar ze na 9 n.Chr. haar kamp opslaat in Poetovio (het huidige Ptuj) in Pannonia. Ze komt samen met het Legio IX Hispana en Legio XV Apollinaris in opstand in 14 n.Chr. bij het vernemen van de dood van Augustus. Tiberius' zoon Drusus minor slaagt er echter in de opstand neer te slaan.

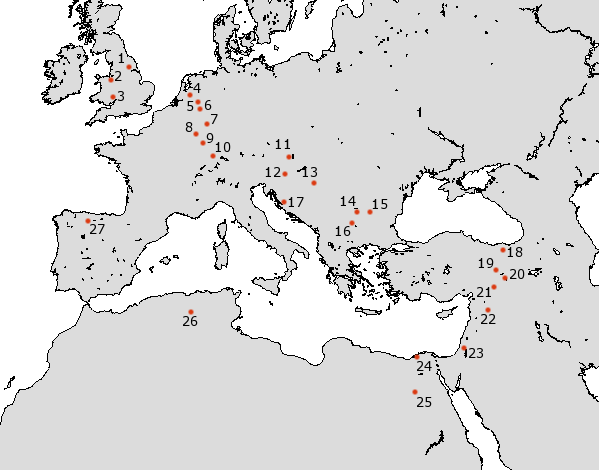
Situering van Legio VIII Augusta (9) in Argentorate in 80.

Rond 45 n.Chr. ligt ze te Novae in Moesia. Ze steunt in 69 n.Chr. Vespasianus en vecht onder Cerialis tegen de Bataven. Daarna is haar standplaats in Argentorate (het huidige Straatsburg). De titel Augusta wijst op verdienste in strijd onder Augustus.

## Referentie
- J.B. Campbell, art. Legio, in NP7 (1999), klm. 7-22.